# Lista de presidentes da Câmara Municipal do Funchal
Esta é uma lista dos presidentes da Câmara Municipal do Funchal, na Madeira, Portugal. A atual presidente é Cristina Pedra, que sucedeu a Pedro Calado, depois deste renunciar ao cargo devido a um escândalo de corrupção.
| #  | Presidente da Comissão Administrativa Municipal do Funchal (Nascimento–Morte) | Retrato | Início do mandato      | Fim do mandato         | Partido        | Notas |
| -- | ----------------------------------------------------------------------------- | ------- | ---------------------- | ---------------------- | -------------- | --- |
| 1  | Fernão Manuel de Ornelas Gonçalves (1908–1978)                                |         | 29 de março de 1935    | 1 de outubro de 1946   | União Nacional | |
| #  | Presidente da Câmara Municipal do Funchal (Nascimento–Morte)                  | Retrato | Início do mandato      | Fim do mandato         | Partido        | Notas |
| 2  | Óscar Baltasar Gonçalves (1895–?)                                             |         | 1947                   |                        | União Nacional | |
| 3  | António Bettencourt Sardinha (1902–1993)                                      |         | 1953                   |                        | União Nacional | |
| 4  | Fernando José Martins de Almeida Couto (1924–2006)                            |         | 1965                   | 22 de maio de 1972     | União Nacional | |
| 5  | António de Agrela Gomes Loja (1934–)                                          |         | 22 de maio de 1972     | 6 de junho de 1974     | União Nacional | [ 3 ] |
| #  | Presidente interino da Câmara Municipal                                       | Retrato | Início do mandato      | Fim do mandato         | Partido        | Notas |
| –  | Óscar Saturnino Pereira (?–?)                                                 |         | 6 de junho de 1974     | 3 de outubro de 1974   |                | |
| #  | Presidente da Comissão Administrativa Municipal do Funchal (Nascimento–Morte) | Retrato | Início do mandato      | Fim do mandato         | Partido        | Notas |
| 6  | Virgílio Higino Gonçalves Pereira (1941–)                                     |         | 3 de outubro de 1974   | 3 de janeiro de 1977   | independente   | |
| #  | Presidente da Câmara Municipal do Funchal (Nascimento–Morte)                  | Retrato | Início do mandato      | Fim do mandato         | Partido        | Notas |
| 6  | Virgílio Higino Gonçalves Pereira (1941–2021)                                 |         | 3 de janeiro de 1977   | 12 de dezembro de 1982 | independente   | Candidato pelo PPD/PSD. |
| 7  | João Manuel Coutinho Sá Fernandes (1934–)                                     |         | 12 de dezembro de 1982 | 15 de dezembro de 1985 | PPD/PSD        | |
| 8  | João Heliodoro da Silva Dantas (1932–)                                        |         | 15 de dezembro de 1985 | 12 de dezembro de 1993 | PPD/PSD        | |
| 9  | Virgílio Higino Gonçalves Pereira (1941–2021)                                 |         | 12 de dezembro de 1993 | 1 de setembro de 1994  | PPD/PSD        | |
| 10 | Miguel Filipe Machado de Albuquerque (1961–)                                  |         | 1 de setembro de 1994  | 21 de outubro de 2013  | PPD/PSD        | |
| 11 | Paulo Alexandre Nascimento Cafôfo (1971–)                                     |         | 21 de outubro de 2013  | 1 de junho de 2019     | independente   | Candidato pelas coligações Mudança (2013–2017) e Confiança (2017–2019). |
| 12 | Miguel Sérgio Camacho Silva Gouveia (1976–)                                   |         | 1 de junho de 2019     | 20 de outubro de 2021  | independente   | Foi o 2.º candidato pela Coligação Confiança nas autárquicas de 2017 e vice-presidente de Cafôfo, até este renunciar à presidência da Câmara para ser cabeça-de-lista pelo Partido Socialista às regionais de 2019. Perdeu as eleições autárquicas de 2021, às quais concorreu pela Coligação Confiança. |
| 13 | Pedro Miguel Amaro de Bettencourt Calado (1971–)                              |         | 20 de outubro de 2021  | 29 de janeiro de 2024  | PPD/PSD        | Candidato pela Coligação Funchal Sempre à Frente (PPD/PSD.CDS-PP). |
| 14 | Maria Cristina Andrade Pedra Costa (1966–)                                    |         | 29 de janeiro de 2024  | atualmente             | Independente   | Foi a 2.ª candidata pela coligação Funchal Sempre à Frente (PPD/PSD.CDS-PP) nas autárquicas de 2021 e vice-presidente de Calado, até este renunciar à presidência da Câmara após ser detido por suspeita de crimes de corrupção, tráfico de influências, abuso de poder e prevaricação.                  |